# Hujian
Hujian (kinesiska: 护建乡, 护建) är en socken i Kina. Den ligger i provinsen Sichuan, i den sydvästra delen av landet, omkring 160 kilometer sydost om provinshuvudstaden Chengdu. Antalet invånare är 16 946. Befolkningen består av 8 237 kvinnor och 8 709 män. Barn under 15 år utgör 22,0 %, vuxna 15-64 år 62 %, och äldre över 65 år 15,0 %.
Genomsnittlig årsnederbörd är 1 420 millimeter. Den regnigaste månaden är september, med i genomsnitt 265 mm nederbörd, och den torraste är december, med 14 mm nederbörd.